# دلگرخان (خنتی)
دلگرخان (به لاتین: Delgerkhaan) یک منطقهٔ مسکونی در مغولستان است که در استان خنتی واقع شده‌است. دلگرخان ۳٬۹۸۶ کیلومتر مربع مساحت دارد.